# Bartolomeo Veneto

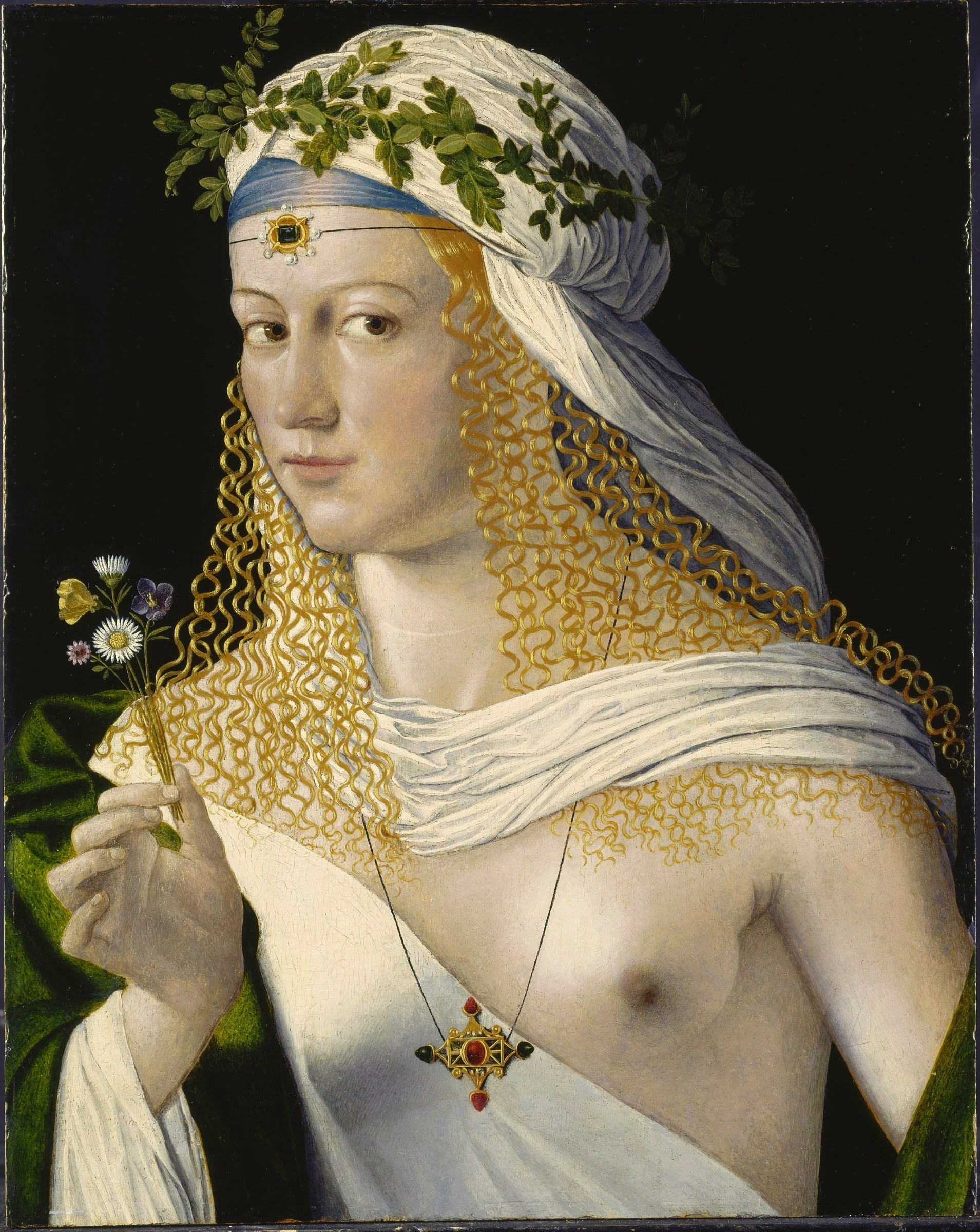
Bartolomeo Veneto, Idealizowany portret kurtyzany jako Flory, tempera i olej na desce, około 1520

Bartolomeo Veneto (1502 – 1555), znany również jako Bartolomeo Veneziano – włoski malarz, pochodzący prawdopodobnie z Cremony. Początkowo działał w Wenecji, potem w Ferrarze, gdzie współpracował przy wystroju komnat dla Lukrecji Borgii. We wczesnych jego dziełach dostrzegalny jest wpływ Giovanniego Belliniego. W późniejszych pracach uwidacznia się wpływ malarstwa północnego.